# Ana Sevilla Luján
Ana Sevilla Luján, más conocida como Anita Luján (Cuenca, 20 de septiembre de 1991) es una jugadora española de fútbol sala. Juega de ala y su equipo actual es la Futsi Atlético Feminas de la Primera División de fútbol sala femenino de España. En el año 2019 fue elegida como segunda mejor jugadora de fútbol sala del mundo.

## Trayectoria
Empezó jugando en el Alcasala. Su debut en la primera división fue 15 años de edad en el Futsi Atlético Navalcarnero, en la temporada 2009-10 se fue a jugar al UCAM Murcia, para volver en la siguiente temporada otra vez al Futsi Navalcarnero, hasta el año 2014 que decide ir a jugar a la AD Alcorcón FSF, y en la temporada 2018-19 vuelve por tercera vez al Futsi Atlético Navalcarnero, siendo a día de hoy el equipo del que forma parte.

## Selección nacional
Su primera participación con la selección se remonta al año 2008 en Uruguay, y desde entonces es una jugadora fija en las listas de convocadas que ofrece cada cierto tiempo Claudia Pons, seleccionadora española. En el año 2018 jugó la fase de clasificación para la primera Eurocopa, y en 2019 participó en la Eurocopa de Portugal donde se proclamó campeona. El 14 de enero de 2020 se convertía en la primera jugadora en llegar a la cifra de 100 partidos con la selección, en un partido amistoso jugado contra Portugal. Actualmente es la capitana de la selección. Actualmente, luce el dorsal 14 en su camiseta. En 2022 volvió a disputar la Eurocopa ganándola por segunda vez consecutiva.

## Estadísticas

### Clubes
Actualizado al último partido jugado el 26 de junio de 2022.
| Club | Div.          | Temporada     | Liga  | Liga  | Liga       | Liga      | Copas nacionales(1) | Copas nacionales(1) | Copas nacionales(1) | Copas nacionales(1) | Torneos internacionales(2) | Torneos internacionales(2) | Torneos internacionales(2) | Torneos internacionales(2) | Total(3) | Total(3) | Total(3)   | Total(3)  |
| Club | Div.          | Temporada     | Part. | Goles | Amonestado | Expulsado | Part.               | Goles               | Amonestado          | Expulsado           | Part.                      | Goles                      | Amonestado                 | Expulsado                  | Part.    | Goles    | Amonestado | Expulsado |
| --- | ------------- | ------------- | ----- | ----- | ---------- | --------- | ------------------- | ------------------- | ------------------- | ------------------- | -------------------------- | -------------------------- | -------------------------- | -------------------------- | -------- | -------- | ---------- | --------- |
| Alcalá Sala · España |               |               |       |       |            |           |                     |                     |                     |                     |                            |                            |                            |                            |          |          |            |           |
| - |               |               |       |       |            |           |                     |                     |                     |                     |                            |                            |                            |                            |          |          |            |           |
| |               | -             | -     | -     | -          | -         | -                   | -                   | -                   | -                   | -                          | -                          |                            | -                          | -        | -        |            |           |
| Total club | Total club    | -             | -     | -     | -          | -         | -                   | -                   | -                   | -                   | -                          | -                          | -                          | -                          | -        | -        | -          |           |
| Futsi Atlético Navalcarnero · España |               |               |       |       |            |           |                     |                     |                     |                     |                            |                            |                            |                            |          |          |            |           |
| 1.ª |               |               |       |       |            |           |                     |                     |                     |                     |                            |                            |                            |                            |          |          |            |           |
| 2007-08 | 30            | 11            | 0     | 0     | 4          | 2         | 0                   | 0                   | -                   | -                   | -                          | -                          | 34                         | 13                         | 0        | 0        |            |           |
| 2008-09 | 29            | 14            | 6     | 0     | 4          | 1         | 0                   | 0                   | -                   | -                   | -                          | -                          | 33                         | 15                         | 6        | 0        |            |           |
| Total club | Total club    | 59            | 25    | 6     | 0          | 8         | 3                   | 0                   | 0                   | -                   | -                          | -                          | -                          | 67                         | 28       | 6        | 0          |           |
| UCAM Murcia · España |               |               |       |       |            |           |                     |                     |                     |                     |                            |                            |                            |                            |          |          |            |           |
| 1.ª |               |               |       |       |            |           |                     |                     |                     |                     |                            |                            |                            |                            |          |          |            |           |
| 2009-10 | 32            | 15            | 3     | 0     | -          | -         | -                   | -                   | -                   | -                   | -                          | -                          | 32                         | 15                         | 3        | 0        |            |           |
| Total club | Total club    | 32            | 15    | 3     | 0          | -         | -                   | -                   | -                   | -                   | -                          | -                          | -                          | 32                         | 15       | 3        | 0          |           |
| Futsi Atlético Navalcarnero · España |               |               |       |       |            |           |                     |                     |                     |                     |                            |                            |                            |                            |          |          |            |           |
| 1.ª |               |               |       |       |            |           |                     |                     |                     |                     |                            |                            |                            |                            |          |          |            |           |
| 2010-11̈* | 21            | 8             | 2     | 0     | -          | -         | -                   | -                   | -                   | -                   | -                          | -                          | 21                         | 8                          | 2        | 0        |            |           |
| 2011-12 | 28            | 15            | 3     | 0     | 3          | 1         | 0                   | 0                   | -                   | -                   | -                          | -                          | 31                         | 16                         | 3        | 0        |            |           |
| 2012-13 | 27            | 18            | 0     | 0     | 4          | 1         | 0                   | 0                   | -                   | -                   | -                          | -                          | 31                         | 19                         | 0        | 0        |            |           |
| 2013-14 | 29            | 18            | 0     | 0     | 4          | 1         | 1                   | 0                   | -                   | -                   | -                          | -                          | 33                         | 19                         | 1        | 0        |            |           |
| Total club | Total club    | 105           | 59    | 5     | 0          | 11        | 3                   | 1                   | 0                   | -                   | -                          | -                          | -                          | 116                        | 62       | 6        | 0          |           |
| AD Alcorcón FSF · España |               |               |       |       |            |           |                     |                     |                     |                     |                            |                            |                            |                            |          |          |            |           |
| 1.ª |               |               |       |       |            |           |                     |                     |                     |                     |                            |                            |                            |                            |          |          |            |           |
| 2014-15 | 29            | 15            | 3     | 0     | 1          | 0         | 0                   | 0                   | -                   | -                   | -                          | -                          | 30                         | 15                         | 3        | 0        |            |           |
| 2015-16 | 30            | 16            | 1     | 0     | 1          | 1         | 1                   | 0                   | -                   | -                   | -                          | -                          | 31                         | 17                         | 2        | 0        |            |           |
| 2016-17 | 29            | 11            | 2     | 0     | 2          | 1         | 0                   | 0                   | -                   | -                   | -                          | -                          | 31                         | 12                         | 2        | 0        |            |           |
| 2017-18 | 26            | 10            | 7     | 0     | 1          | 1         | 1                   | 0                   | -                   | -                   | -                          | -                          | 27                         | 11                         | 8        | 0        |            |           |
| Total club | Total club    | 114           | 52    | 13    | 0          | 5         | 3                   | 2                   | 0                   | -                   | -                          | -                          | -                          | 119                        | 55       | 15       | 0          |           |
| Futsi Atlético Navalcarnero · España |               |               |       |       |            |           |                     |                     |                     |                     |                            |                            |                            |                            |          |          |            |           |
| 1.ª |               |               |       |       |            |           |                     |                     |                     |                     |                            |                            |                            |                            |          |          |            |           |
| 2018-19 | 29            | 11            | 1     | 0     | 5          | 2         | 0                   | 0                   | 2                   | 0                   | 0                          | 0                          | 36                         | 13                         | 1        | 0        |            |           |
| 2019-20 | 21            | 8             | 3     | 0     | 4          | 2         | 0                   | 0                   | -                   | -                   | -                          | -                          | 25                         | 10                         | 3        | 0        |            |           |
| 2020-21 | 24            | 6             | 0     | 0     | 4          | 2         | 0                   | 0                   | -                   | -                   | -                          | -                          | 28                         | 8                          | 0        | 0        |            |           |
| 2021-22 | 32            | 16            | 2     | 0     | 6          | 1         | 0                   | 0                   | -                   | -                   | -                          | -                          | 38                         | 17                         | 2        | 0        |            |           |
| Total club | Total club    | 107           | 42    | 6     | 0          | 19        | 7                   | 0                   | 0                   | 2                   | 0                          | 0                          | 0                          | 128                        | 49       | 6        | 0          |           |
| Total carrera | Total carrera | Total carrera | 417   | 193   | 33         | 0         | 44                  | 16                  | 3                   | 0                   | 2                          | 0                          | 0                          | 0                          | 463      | 209      | 36         | 0         |
| (1) Incluye datos de Copa de España / Supercopa de España. (2) Incluye datos de Campeonato de Europa de Clubes y Copa Intercontinental. (3) No incluye datos de partidos amistosos. |               |               |       |       |            |           |                     |                     |                     |                     |                            |                            |                            |                            |          |          |            |           |

Nota: En la temporada 2010-11 faltan por comprobar 8 jornadas

## Palmarés y distinciones
- Eurocopa:

 2019
 2022
- Liga española: 5 títulos

2011-12, 2013-14, 2018/19 y 2021-22 y 2024-25
- Copa de España: 3 títulos

2008, 2009, 2014
- Supercopa de España: 5 títulos

2008/09, 2012/13, 2013/14, 2018/19 y 2024/25